# Dansk Film Revy - Stege, Eksplosionsulykke
Dansk Film Revy - Stege, Eksplosionsulykke er en dansk ugerevy produceret af Dansk Film Revy i 1946.

## Handling
Om de overlevende og faldne tyske soldater efter at et tysk marineskib blev sprængt af miner i Østersøen.